# Diana Belo
Antônia Diana Mota de Oliveira (Capitão Poço, 6 de julho de 1982), é uma política brasileira. Foi prefeita de Capitão Poço, eleita em 2008 e reeleita em 2012, e é Deputada estadual do Pará desde 2019.

## Carreira política

### Prefeita de Capitão Poço (2009-2017)
Foi eleita prefeita de Capitão Poço pelo Partido Progressista (PP), com 11.011 votos em 2008. Em 2012, foi reeleita com 14.829 votos.
Como prefeita, respondeu a dois processos de cassação de mandato e inelegibilidade. O primeiro pela operação "Fundo do Poço", ao supostamente usar a prefeitura para espalhar material de campanha pela cidade, o segundo por ter se recusado a empossar servidores concursados.

### Deputada estadual (2019-atualidade)
Em 2018, disputou o cargo de Deputada estadual do Pará pelo Democracia Cristã (DC) e foi eleita com 33 mil votos. Em 2022, foi reeleita com 52 mil votos pelo Movimento Democrático Brasileiro (MDB).

## Vida pessoal
Diane Belo é casada com Raimundo Belo, ex-prefeito de Capitão Poço.

## Desempenho em eleições
| Ano  | Eleição                   | Coligação                                                        | Partido | Candidato a       | Votos           | Resultado | Ref.  |
| ---- | ------------------------- | ---------------------------------------------------------------- | ------- | ----------------- | --------------- | --------- | ----- |
| 2008 | Municipal de Capitão Poço | Capitão Poço nas Mãos do Povo                                    | PP      | Prefeita          | 11.011 (29,82%) | Eleita    | [ 1 ] |
| 2012 | Municipal de Capitão Poço | União por Capitão Poço (PP / PR / PSDC / PTC / PSB / PSDB / PSD) | PP      | Prefeita          | 14.829 (50,97%) | Eleita    | [ 1 ] |
| 2018 | Estadual no Pará          | Esperança Renovada (MDB / DC / PSD)                              | DC      | Deputada estadual | 33.752 (0,94%)  | Eleita    | [ 7 ] |
| 2022 | Estadual no Pará          | Sem coligação                                                    | MDB     | Deputada estadual | 52.685 (1,16%)  | Eleita    | [ 4 ] |